# Valle de Cofrentes
Le Valle de Cofrentes, également appelée Valle de Ayora (en valencien : Vall de Cofrents ou Vall d'Aiora) est une comarque de la province de Valence, dans la Communauté valencienne, en Espagne. Son chef-lieu est Ayora.

## Histoire
À la suite de la Reconquista, le repeuplement de la comarque fut mené par des Castillans en deux étapes : tout d'abord après la conquête chrétienne, le noyau d'Ayora et ses environs, puis, après l'expulsion des Morisques en 1609, le reste de la vallée. Ceci explique que le valle de Cofrentes est traditionnellement une comarque castillanophone.

## Communes

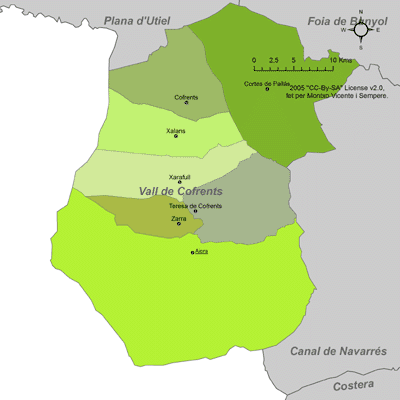
Communes du Valle de Cofrentes

- Ayora
- Cofrentes
- Cortes de Pallás
- Jalance
- Jarafuel
- Teresa de Cofrentes
- Zarra